# Bukavu
Bukavu is een stad in de Democratische Republiek Congo, gelegen op de zuidwestelijke rand van het Kivumeer. Het is de provinciehoofdplaats van Zuid-Kivu. De stad telt ongeveer 807.000 inwoners en in de voorsteden en dorpen rondom wonen ongeveer 250 000 inwoners.

## Geschiedenis
Bukavu werd in 1901 door de Belgische koloniale overheid gebouwd. Tot 1954 heette ze Costermansstad (Frans: Costermansville) (naar Paul Costermans). Toen kreeg de stad een verafrikaanste plaatsnaam: Bukavu, wat een transformatie van het woord 'bu'nkafu' is, wat zoveel wil zeggen als runderbedrijf/boerderij (ferme des vaches). Zij ontving in die periode belangrijke Europese kopstukken.
In 1960 was Bukavu een mooie maar naar Westerse normen kleine stad met zo'n 20.000 inwoners waarvan een 1200 blanken. In de stad herinnert nog een opvallend groot aantal gebouwen -meer dan 100- in de art-deco-stijl aan de koloniale periode.
In 2004 was de stad het toneel van bloedige gevechten.
Vanwege een explosie van rurale-urbane migratie telt Bukavu met haar voorsteden in 2012 meer dan 800.000 inwoners.
In februari 2025 werd de stad ingenomen door rebellen van de M23-beweging.

## Educatie
Bukavu telt talrijke lagere scholen. Ze ontvangen leerlingen van 6 tot 12 jaar. Er zijn regelmatig examens, de leerlingen die niet slagen worden verplicht het jaar over te doen.
Na de lagere school volgt de secundaire school. De meest bekende scholen zijn het College Alfajiri, de Middelbare school Wima, het college Kitumaini, het instituut Bwindi, de polytechnische school of het ITFM. Op het einde van het secundair volgt een nationaal staatsexamen. Degenen die slagen kunnen zich inschrijven op een universiteit of een hogeschool.
De volgende universiteiten en hogescholen zijn in Bukavu aanwezig: Katholieke Universiteit van Bukavu, Protestantse Universiteit (UEA), Pedagogische Hogeschool (ISP), Hogeschool voor Plattelandsontwikkeling (ISDR) en Hogeschool voor Geneeskundige Technieken.

## Bekende gebouwen
- Kathedraal Notre-Dame-de-la-Paix van Bukavu

## Sport
- FC Ajax

## Geboren in Bukavu
- Pierre Kompany (1947), Belgisch politicus
- Patsy Claes (1949 - 2011), Vlaams journalist
- Denis Mukwege (1955), Congolees gynaecoloog en winnaar Nobelprijs voor de Vrede 2018
- Jean van de Velde (1957), Nederlands filmregisseur en scenarioschrijver
- Floribert Chebeya (1963-2010), mensenrechtenactivist
- Caddy Adzuba (1981), Congolese advocaat, journalist en mensenrechtenverdediger